# NGC 2012
NGC 2012 je galaksija u zviježđu Stolu.

## Vanjske poveznice
- SEDS: NGC 2012